# Paraleucophenga semiplumata
Paraleucophenga semiplumata är en tvåvingeart som först beskrevs av Oswald Duda 1939.  Paraleucophenga semiplumata ingår i släktet Paraleucophenga och familjen daggflugor. Inga underarter finns listade i Catalogue of Life.